# (20096) Shiraishiakihiko
(20096) Shiraishiakihiko est un astéroïde de la ceinture principale.

## Description
(20096) Shiraishiakihiko est un astéroïde de la ceinture principale. Il fut découvert le 2 octobre 1994 à Kitami par Kin Endate et Kazuro Watanabe. Il présente une orbite caractérisée par un demi-grand axe de 3,06 UA, une excentricité de 0,06 et une inclinaison de 10,0° par rapport à l'écliptique.